# 尼康D700
尼康D700是一款由日本相機製造廠尼康在2008年7月1日公開發表的數位單眼相機，並於2008年7月25日全球同步上市。由於D700相機是尼康將專業級機種D3的全畫幅感光元件帶入較為消費等級的全新系列，所以被視為是確定了尼康投入全畫幅市場的代表作。
D700也是尼康有史以來保密最不到家的機型，在未公開前就已經被市場傳言已久。

## 規格
- 感光元件使用36.0×23.9公釐尺寸的 CMOS，有效像素為1210萬像素，最大的解像度是4256 x 2832。
- 對焦系統使用與上級機種D3相同的Multi-CAM3500FX對焦系統。Multi-CAM3500FX搭載具有51個對焦點的自動對焦模組，其中靠近中央的15個為十字型對焦點，周圍則包圍一字型對焦點作為輔助。支援AF-A、AF-S、AF-C三種對焦模式。
- 快門速度為1/8000至30秒，標準狀態下為每秒5幅連拍，但在內置標準充電池並加裝MB-D10電池把手後搭配EN-EL4a、EN-EL4或單三電池等電源配置時，可以達到每秒8幅的高速連拍。支援B快門，感光度支援範圍由ISO 200至ISO 6400，並能透過增感模式達2.0EV（相當於ISO 25600），或減感達1.0EV（相當於ISO 100）。
- 使用CF Type I規格之記憶卡格式。
- 使用尼康專用的EN-EL3e鋰電池。另可使用MB-D10電池把手，並選擇EN-EL3e、EN-EL4a、EN-EL4或八顆單三電池等多種不同的電池配置。
- 空機機身重量為995克，體積為147×123×77公釐。

## 停產
2011年11月，由於日本政府於2008年時頒佈的《改正電氣用品安全法》於當月20日開始實施，因此尼康停止了D700與D300s等使用舊款鋰離子充電電池機種在日本本土的銷售，成為最早將D700下市的市場。至於使用相同電池款式的D3X與D3S等機種則維持銷售至已生產庫存售完為止。
2012年時，由於後繼機種D800上市，其他國家也根據庫存的多寡陸續停止D700的銷售，此機種正式停產。自2008年至2011年，D700以其超過三年以上未改款的銷售期，成為同時期數位相機產品中少數長壽機種之一。
另於2014年9月，尼康推出同樣採7字頭編號的中階全片幅單反相機D750。

## 外部連結
- 尼康全球官方网站－尼康D700 （页面存档备份，存于）（英文）